# Joaquín Gracia y Hernández
Joaquín Gracia y Hernández fue un militar y escritor español del siglo XIX.

## Biografía
Nació en 1838 en Teruel. Teniente coronel de infantería y literato, se dio a conocer en el periódico La Voluntad de Teruel, y en los de Madrid El Estudiante, La Joven España y La Bandera Española. Fue autor de numerosas obras militares y literarias. Impartió clases de latín en el Colegio de Huérfanos Militares de Aranjuez.